# Гилинский, Абрам Лазаревич
Абрам Лазаревич Гилинский (8 [20] января 1897, Двинск, Витебская губерния — 26 февраля 1939) — советский государственный деятель.

## Биография
Родился 8 (20) января 1897 в Двинске (ныне — Латвия) в еврейской семье. Его отец — Шмуйл-Лейзер Янкелевич Гилинский — был букинистом, мать — Доба-Хьена Лейбовна Столяр, оба уроженцы местечка Уцяны. В 1910 году окончил школу в Двинске, с 1911 года работал электромонтёром.
В 1915 вступил в РСДРП(б). Вёл партийную работу в Двинске и Харькове. В декабре 1915 (январе 1916 по н.ст.) был арестован и сослан в Иркутскую губернию на 3 года. Освобождён Февральской революцией, 6 (19) марта 1917 года амнистирован.
С апреля 1917 — агитатор в Нарвском райкоме РСДРП(б) Петрограда; в 1917—1918 — агитатор, затем организатор и начальник штаба Красной гвардии в Кременчуге.
В 1918—1920 годах — на подпольной работе на Украине: председатель Волынского (1918—1919) и Киевского (12.1919 — 1920) губкомов партии. Участвовал в организации партизанских отрядов. В апреле — сентябре 1920 года — секретарь Екатеринославского губкома КП(б) Украины. В 1920 году работал электромонтёром в Харькове.
С декабря 1920 по март 1921 года — ответственный секретарь Екатеринославского губкома КП(б) Украины, после чего заведовал Организационным отделом ЦК КП(б) Украины. С августа 1923 года — ответственный секретарь Гомельского губкома РКП(б), с декабря 1925 — ответственный секретарь Рязанского губкома.
С сентября 1928 в течение года учился на курсах марксизма-ленинизма при ЦИК СССР, затем был заместителем заведующего орграспредотделом ЦК ВКП(б) (1929—1930).
С января 1931 года работал в Наркомате снабжения СССР (с 1934 — Наркомпищепром СССР): начальник Сектора кадров (по сентябрь 1932), начальник Главного управления спиртовой и спиртоводочной промышленности (сентябрь 1932 — июль 1937), заместитель наркомпищепрома (с июля 1937). В 1931—1934 входил в состав коллегии наркомата. С 19 января 1938 года — нарком пищевой промышленности СССР.
Избирался делегатом XIII (1924), XIV (1925) и XV (1926) партийных конференций; XII (1923), XIII (1924), XIV (1925), XV (1927) и XVI (1930) съездов РКП(б) / ВКП(б).
Кандидат в члены ЦИК СССР 3-го созыва, член ЦИК СССР 7-го и 13-го (1927—1929, от Рязанской губернии).
Депутат Совета Союза Верховного Совета СССР I созыва (с 1937, от Орловской области).
24 июня 1938 года был арестован и 7 августа того же года официально снят с поста наркома.
26 февраля 1939 года Военной коллегией Верховного суда СССР по обвинению в шпионаже, вредительстве и участии в контрреволюционной организации (ст.58-1 «а», 58-7, 58-8, 58-11 УК РСФСР) приговорён к высшей мере наказания, в тот же день расстрелян. Похоронен на Донском кладбище (могила 1).
Реабилитирован 2 апреля 1955 года определением Военной коллегии Верховного суда СССР.

## Награды
Орден Ленина (1.8.1936) — за перевыполнение пищевой промышленностью годового государственного плана 1935 г., а также за успешно проводимую работу по улучшению качества изделий предприятиями Народного Комиссариата Пищевой Промышленности.

## Адреса
В Москве — ул. Серафимовича, д.2 (Дом правительства), кв.77.